# Heinrich Rau
Heinrich Gottlob Rau (ur. 2 kwietnia 1899 w Feuerbach, zm. 23 marca 1961 w Berlinie) – komunistyczny działacz państwowy NRD, funkcjonariusz KPD/SED.

## Życiorys
Urodził się w rodzinie rolniczo-robotniczej. Ukończył szkołę podstawową (–1913), był zatrudniony jako operator prasy w firmie obuwniczej, oraz odbył praktykę zawodową w zawodzie sztancownika, a następnie operatora prasy w zakładach Boscha w Feuerbach (1913–1920), naukę przerwaną przez służbę wojskową, zwłaszcza na froncie zachodnim (1917–1918), w którym wziął udział w składzie 126 pułku piechoty, był ranny i przebywał w szpitalach w Weimarze i Ludwigsburgu. Brał udział w robotniczym ruchu sportowym, został członkiem niemieckiego Związku Niemieckich Pracowników Metalowych (Deutscher Metallarbeiter-Verband) i socjaldemokratycznej grupy młodzieżowej (1913–), Związku Spartacusa (1916–), USPD (1917–) i KPD (1919–). W 1918 uczestniczył w rewolucji listopadowej w Stuttgarcie i był szefem żandarmerii w Zuffenhausen, niedaleko Stuttgartu.

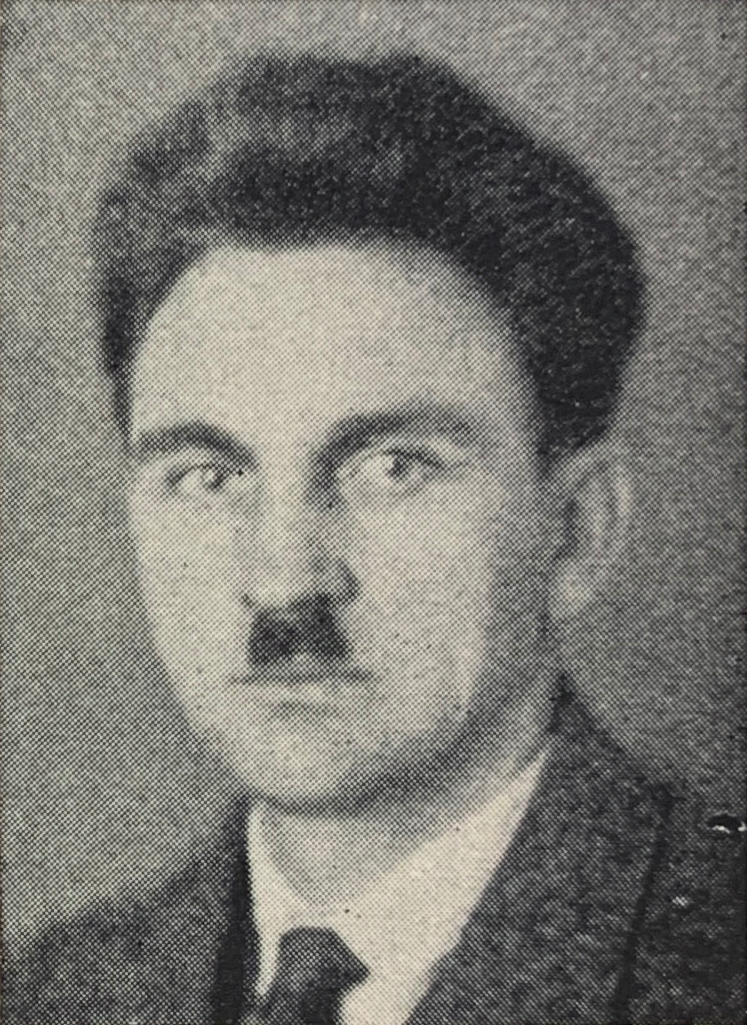
Oficjalny portret Rau w Landtagu, 1928

Był przewodniczącym lokalnej grupy KPD w Zuffenhausen (1919–1920), a następnie funkcjonariuszem KC KPD (–1923). Wykładał w szkołach KPD (1921–1930). Od 1923 był kier. wydziału rolnictwa Komitetu Centralnego KPD (1923–1933) i członkiem Międzynarodowego Komitetu Pracowników Rolnictwa i Leśnictwa, członkiem zarządu Federacji Rolników Rzeszy (Reichsbauernbund) (1924–), posłem do pruskiego Landtagu (Preußischer Landtag) (1928–), członkiem Międzynarodowej Rady Rolników w Moskwie (1930–) oraz funkcjonariuszem Europejskiego Komitetu Rolników (1931–). Pełnił obowiązki nielegalnego instruktora KC KPD w płd.-zach. Niemczech, w rejonie Badenii, Saary, Frankfurtu nad Menem i Kassel (–1933).
W 1933 Rau został aresztowany i skazany w 1934 przez Sąd Ludowy (Volksgerichtshof) z oskarżenia o „spisek w celu popełnienia zdrady stanu” na dwa lata więzienia, m.in. w aresztach we Frankfurcie nad Menem i berlińskim Moabicie, oraz w więzieniu w Luckau (1935). Po uwolnieniu, w 1935 wyemigrował przez Czechosłowację do ZSRR, gdzie był zastępcą szefa Międzynarodowego Instytutu Rolniczego w Moskwie, szkolił się w szkole oficerskiej w Riazaniu. W 1937 wyjechał do Hiszpanii, gdzie uczestniczył w hiszpańskiej wojnie domowej, m.in. jako instruktor szkoły wojskowej, komisarz polityczny, szef sztabu XII Brygady Międzynarodowej im. Giuseppe Garibaldiego (1937), oraz dowódca XI Brygady Międzynarodowej im. Ernsta Thälmanna (1938), aż do poniesienia ran. Był szefem komitetu pomocowego niemieckim i austriackim bojownikom walk w Hiszpanii oraz członkiem kierownictwa KPD w Paryżu (1938–1939).
W 1939 Rau został ponownie aresztowany i trafił do francuskiego obozu dla internowanych Le Vernet a później do tajnego więzienia w Castres. W tym okresie – w 1939 utracił obywatelstwo niemieckie, w 1941 otrzymał radzieckie, co nie umożliwiło mu swobodnego wyjazdu z Francji. W 1942 został przekazany Gestapo i był więziony w jego siedzibie w Berlinie przy Prinz-Albrecht-Strasse 8 (obecnie Niederkirchnerstraße) (1942–1943) i następnie umieszczony w obozie koncentracyjnym Mauthausen (1943–1945), gdzie pracował w komandzie budowlanym i magazynie żywnościowym, kierował obozową komórką KPD, oraz był uczestnikiem zbrojnego obozowego powstania.
Po powrocie na czele 120-osobowej grupy przez Wiedeń do Niemiec, był członkiem Tymczasowej Komisji do Realizacji Reformy Rolnej i przewodniczącym Krajowej Komisji Parcelacyjnej (Landessequesterkommission) w Brandenburgii. W 1946 wstąpił do SED. Był członkiem parlamentu i ministrem Planowania Gospodarczego Brandenburgii (1946–1948), przewodniczącym Niemieckiej Komisji Gospodarczej (Deutsche Wirtschaftskommission – DWK, Немецкая/Германская экономическая комиссия) (1948–1949). Od 1949 był deputowanym do Izby Ludowej NRD (Volkskammer), członkiem KC SED i zastępcą członka Biura Politycznego KC SED, od 1950 członkiem Biura Politycznego i zastępcą prezesa Rady Ministrów NRD.
Rau był ministrem planowania NRD (1949–1950) i przewodniczącym Państwowej Komisji Planowania NRD (1950–1952), kierował oddziałem koordynacyjnym dla przemysłu i transportu Rady Ministrów NRD (1952–1953), ministrem Przemysłu Maszynowego (1953-1955) i ministrem Handlu Zagranicznego i Handlu Wewnątrz Niemieckiego (1955–1961).

Heinrich Rau jako uczestnik hiszpańskiej wojny domowej na znaczku NRD (1966)

Z racji sprawowanych funkcji był „skoszarowany” w partyjno-rządowych osiedlach kierownictwa NRD – początkowo wokół Majakowskiring w Berlinie-Pankow, następnie na Osiedlu Leśnym pod Bernau. Po śmierci na atak serca jego urna została pochowana na centralnym cmentarzu Friedrichsfelde w Berlinie-Lichtenberg.